# The Cross
The Cross — британская рок-группа, основанная барабанщиком группы Queen Роджером Тейлором. Существовала с 1987 по 1993 годы, за это время выпустила 3 студийных альбома и 9 синглов. Звучание группы изменялось с каждым альбомом: альбом Shove It  представлял из себя смесь рока и танцевальной музыки; Mad, Bad and Dangerous to Know был ближе к хард-року, а Blue Rock содержал элементы хард-рока и хеви-метала.

## Состав группы
- Роджер Тейлор — вокал, ритм-гитара
- Клейтон Мосс — соло-гитара
- Питер Нун — бас-гитара
- Джошуа Макрэ — ударные
- Спайк Эдни — клавишные

## История
После тура Magic Tour и выпуска двух альбомов, группа Queen взяла очередной перерыв. В 1987 году барабанщик Роджер Тейлор решил создать новую группу, стремясь вернуться к гастрольной деятельности. Остальные участники поддержали его решение, поскольку сами начали работать над сольными проектами. Тейлор разместил объявление в газете Melody Maker, однако откликнулось лишь несколько человек. После повторного объявления с уточнениями количество откликнувшихся увеличилось. До финального этапа отбора и формирования состава Тейлор сохранял инкогнито, представляясь барабанщиком известной рок-группы. После четырёхдневного прослушивания 250 человек под аккомпанемент фонограмм композиций «Love Lies Bleeding» и «Cowboys and Indians» был сформирован состав группы The Cross.
Роджер Тейлор заявил: «Я хочу быть в реально существующей группе, хочу играть музыку, которая для меня естественна, то есть тяжёлый рок, и хочу выступать на живых концертах».
Первый альбом группы Shove It характеризовался мрачным звучанием, возможно, из-за использования драм-машин с синтетическим звуком. Несмотря на это, альбом содержал несколько заметных композиций, и все три сингла с него вошли в хит-парады, хотя и не достигли высоких позиций. Группа провела турне по Великобритании и Германии, во время которого их сопровождали поклонники Queen.
Второй альбом Mad, Bad and Dangerous to Know был записан на лейбле Parlophone и получил более положительные отзывы по сравнению с предыдущим, однако не попал в чарты. Компания Virgin повторно выпустила Shove It по более низкой цене.
Третий альбом Blue Rock вызвал противоречивые отклики. Одни поклонники называли его слабым, другие давали ему высокие оценки. Альбом был выпущен только в Германии и Японии, где The Cross пользовались наибольшей популярностью. Группа распалась, вероятно, из-за отсутствия интереса к их творчеству в Великобритании и США.
The Cross не имели большого коммерческого успеха, хотя альбому Shove It всё же удалось достичь 58-й строчки британских чартов, синглам «Shove It» — 82 строчки, «Heaven for Everyone»— 83-й строчки и «Power to Love» — 85-й строчки.

## Дальнейшая карьера участников
После распада группы Роджер продолжил записывать сольный материал, записал 3 сольных альбома, а в конце 90-х и до конца следующего десятилетия выступал с гитаристом Queen Брайаном Мэем и многими другими музыкантами, наиболее известная работа которых проходила с легендарным Полом Роджерсом.
Спайк Эдни организовал свою группу SAS Band, которая играет в основном с приглашенными вокалистами, а также выступал с Роджером Тейлором и Брайаном Мэем на концертах проекта Queen + Paul Rodgers. Последние два десятилетия является правой рукой группы Queen.
Джошуа Макрэ также тесно связан в настоящее время с Queen. Так, в сольном турне Роджера 1994-95 он был ударником. Помимо этого, Джошуа является звукоинженером почти в любом проекте, касающемся Тейлора. Макрэ также является помощником Роджера на концертах.
Питер Нун выступил на концерте 5 сентября 1999 года вместе с Клейтоном Моссом и Спайком Эдни, а также вступил в группу Miss World.
Клейтон Мосс выпустил онлайн-альбом The Cross Section в 2009 году, который включал новый материал и весьма интересные переработки старых песен The Cross.

## Дискография

### Студийные альбомы
| Год  | Название                       | UK | DE |
| ---- | ------------------------------ | -- | -- |
| 1988 | Shove It                       | 58 | -  |
| 1990 | Mad, Bad and Dangerous to Know | -  | 48 |
| 1991 | Blue Rock                      | -  | -  |

### Сборники
| Год  | Название  |
| ---- | --------- |
| 2013 | Singles 1 |
| 2013 | Singles 2 |

### Концертные альбомы
| Год  | Название             |
| ---- | -------------------- |
| 1991 | The Official Bootleg |
| 1992 | Live in Germany      |

### Синглы
| Год  | Название              | UK | DE | Альбом                         |
| ---- | --------------------- | -- | -- | ------------------------------ |
| 1987 | "Cowboys and Indians" | 74 | -  | Shove It                       |
| 1988 | "Shove It"            | 82 | -  | Shove It                       |
| 1988 | "Heaven for Everyone" | 84 | 68 | Shove It                       |
| 1988 | "Manipulator"         | -  | -  | Неальбомный сингл              |
| 1990 | "Power to Love"       | 83 | -  | Mad, Bad and Dangerous to Know |
| 1990 | "Liar"                | -  | -  | Mad, Bad and Dangerous to Know |
| 1990 | "Final Destination"   | -  | -  | Mad, Bad and Dangerous to Know |
| 1991 | "New Dark Ages"       | -  | -  | Blue Rock                      |
| 1991 | "Life Changes"        |    |    | Blue Rock                      |

## Видеография
- «Cowboys And Indians» — Сентябрь 1987 (Режиссёр - Ziman)
- «Shove It» — Ноябрь 1987 (Режиссёр - VDO Productions) (Снято в Crazy Larry's Club, Chelsea, UK)
- «Heaven For Everyone» — 1988 (Режиссёр - Dieble/Myers)
- «Power To Love» — Декабрь 1989 (Режиссёр - Rudi Dolezal/Hannes Rossacher) (Снято в Германии)
- «Liar» — 1990 (Режиссёр - Schultze) (Снято в Германии)
- «New Dark Ages» — 1991 (Режиссёр - Paul Voss) (Снято в Лондоне)

## Концерты

### 1987
6 ноября 1987, Великобритания, Лондон, Teddington Lock Studios Meltdown

### 1988
Shove It Tour
19 февраля 1988 — Великобритания, Лидс, University
20 февраля  1988 — Великобритания, Глазго, Queen Margaret Union
21 февраля 1988 — Великобритания, Лестер, Polytechnic
23 февраля 1988 — Великобритания, Шеффилд, Polytechnic
24 февраля 1988 — Великобритания, Ноттингем, Rock City
26 февраля 1988 — Великобритания, Манчестер, University
27 февраля 1988 — Великобритания, Брадфорд, University
28 февраля 1988 — Великобритания, Ньюкасл, Mayfair
1 марта 1988 — Великобритания , Саутгемптон, Mayfair
2 марта 1988 — Великобритания, Кардифф, University
4 марта 1988 — Великобритания, Норидж, University of East Anglia
5 марта 1988 — Великобритания, Бирмингем, Hummingbird
6 марта 1988 — Великобритания, Лидс, Polytechnic
7 марта 1988 — Великобритания, Бристоль, Studios
9 марта 1988 — Великобритания, Гилфорд, Civic Hall
10 марта 1988 — Великобритания, Лондон, Town And Country Club
10 апреля 1988 — Германия, Оснабрюк
11 апреля 1988 — Германия, Бремен, Moderness
12 апреля 1988 — Германия, Гамбург, Markethalle
13 апреля 1988 — Германия, Берлин, Metropol
14 апреля 1988 — Германия, Мюнхен, Theaterfabrik
16 апреля 1988 — Германия, Нюрнберг, E-Werk Saal
17 апреля 1988 — Германия, Франкфурт, Musichalle
18 апреля 1988 — Германия, Ганновер, Capitol
19 апреля 1988 — Германия, Штутгарт, Esslingen
21 апреля 1988 — Германия, Дюссельдорф, Tor3
22 апреля 1988 — Германия, Мангейм, Capitol
23 апреля 1988 — Германия, Дортмунд, Westfallenhalle
24 апреля 1988 — Германия, Бонн
12 мая 1988 — Швейцария, Монтрё, Casino Golden Rose Festival
4 декабря 1988 — Великобритания, Лондон, Hammersmith Palais Fan Club Xmas Party

### 1990
Mad, Bad and Dangerous To Know Tour
21 мая 1990 — Германия, Ганновер, Capitol
22 мая 1990 — Германия, Бонн, Biskuithalle
23 мая 1990 — Германия, Дортмунд, Tantastival Im Blickpunkt-Studio
24 мая 1990 — Германия, Гёттинген, Outpost
26 мая 1990 — Германия, Гамбург, Docks
27 мая 1990 — Германия, Киль, Max`s Music Hall
28 мая 1990 — Германия, Берлин, Metropol
29 мая 1990 — Нидерланды, Амстердам, Melkweg
30 мая 1990 — Германия, Франкфурт, Neu Isenberg Hugenottenhalle
1 июня 1990 — Испания, Ибица, Ku Klub
2 июня 1990 — Испания, Ибица, Ku Klub
3 июня 1990 — Германия, Санкт-Вендель, Open Air Show
4 июня 1990 — Германия , Нюрнберг, Serenadenhof
5 июня 1990 — Германия, Тутлинген, Akantz
6 июня 1990 — Германия, Мангейм, Feuerwache
7 июня 1990 — Германия, Билефельд, PC 69
8 июня 1990 — Германия, Штутгарт, Theatrehaus
15 июня 1990 — Австрия, Vienna Outdoor Festival
7 декабря 1990 — Великобритания, Лондон, Astoria Fan Club Xmas Party

### 1991
Blue Rock Tour
3 октября 1991 — Финляндия, Хельсинки, Tavastia
5 октября 1991 — Швеция, Хультсфред, Hagadal
7 октября 1991 — Швеция, Гётеборг, Konserthuset
9 октября 1991 — Германия, Ганновер, Music Hall
10 октября 1991 — Германия, Херефорд, Rock Heaven
11 октября 1991 — Германия, Гамбург, Docks
12 октября 1991 — Германия, Бремен, Astoria
13 октября 1991 — Германия, Берлин, Tempodrom
14 октября 1991 — Германия, Хоф, Freiheitshalle
15 октября 1991 — Германия, Мюнхен, Circus Krone
16 октября 1991 — Германия, Мемминген, Stadhalle
18 октября 1991 — Швейцария, Цюрих, Volkshaus
19 октября 1991 — Германия , Аппенвайер, Schwartzwaldhalle
20 октября 1991 — Германия, Вертхайм, Maintauberhalle
21 октября 1991 — Германия, Оффенбах, Stadhalle
22 октября 1991 — Германия, Дюссельдорф, Philipshalle
23 октября  1991 — Германия, Эрланген, Stadhalle
25 октября 1991 — Германия, Дитенхайм, Festhalle
26 октября 1991 — Германия, Эрндтебрюкк, Sporthalle Birkelbach
27 октября 1991 — Германия, Людвигсбург, Forum

### 1992
30 июля 1992 — Великобритания, Госпорт, Gosport Festival
21 декабря 1992 — Великобритания, Лондон, Marquee Club Fan Club Xmas Party
22 декабря 1992 — Великобритания, Лондон, Marquee Club Fan Club Xmas Party

### 1993
29 июля 1993 — Великобритания, Госпорт, Gosport Festival

### 2013
7 декабря 2013 — Великобритания, Гилфорд, G Live